# Envoyé spécial (film)
Pour les articles homonymes, voir Envoyé spécial (homonymie).
Pour plus de détails, voir Fiche technique et Distribution.
Envoyé spécial (Cover Up) est un film américain de Manny Coto, sorti en 1991.

## Synopsis
Un ex-marine devenu journaliste (Mike Anderson), se rend en Israël pour couvrir un attentat terroriste. Il n'admet pas les rapports faits par la CIA et décide de procéder à sa propre enquête. Il met sa vie en péril au moment où il découvre l'existence d'un complot politique.

## Fiche technique
- Titre original : Cover Up
- Réalisation : Manny Coto
- Scénario : William Tannen
- Photographie : David Gurfinkel
- Musique : Bruno Louchouarn
- Producteur : Jacob Kotsky
- Montage : Freeman Davies ; Bryan Oates
- Société de distribution : Metropolitan Filmexport
- Genre : Action
- Pays :  Royaume-Uni ;  Israël
- Durée : 91 minutes
- Dates de sortie :  France : 10 juillet 1991

## Distribution
- Dolph Lundgren (VF : Bernard Bollet) : Mike Anderson
- Louis Gossett Jr.	: Lou Jackson
- John Finn : Jeff Cooper
- Lisa Berkley : Susan